# Leos (Eponym)
Leos (altgriechisch Λεώς Leṓs), Sohn des Orpheus und Vater des Kylanthos, ist eine Gestalt der griechischen Mythologie.
Um eine Hungersnot in Athen zu beenden, gab er auf Weisung des delphischen Orakels seine drei jungfräulichen Töchter Theope, Eubule und Phasithea (auch Phrasithea oder Praxithea genannt) zur Opferung hin.
Zu Ehren dieser Leoïden errichteten die Einwohner der Stadt später im Demos Kerameikos das Heiligtum Leokorion. Leos wurde zum Eponym der Phyle Leontis.
Die mythische Erzählung erinnert stark an die Geschichte von Erechtheus, der seine Tochter Praxithea opferte, um Athen bei der Belagerung durch Eumolpos zu retten, woraufhin sich auch ihre beiden Schwestern das Leben nahmen.